# 錢國偉
錢國偉（英語：Wilson Chin Kwok-wai，1962年4月9日—2020年10月27日），前香港無綫電視節目監製，1980年代加入無綫電視，至2000年代初獲擢升為非戲劇組節目監製。2011年為電視台製作綜藝節目《變身男女Chok Chok Chok》後，專注於電影界發展。

## 背景
錢國偉早年在九龍牛頭角上邨第十一座成長，1976年畢業於牛頭角天主教小學，並升讀一所中學男校。1983年加入無綫電視任職辦公室助理、後轉往製作部出任助理編導，早年曾為由香港教育家林佐瀚主持的漢字教學資訊節目《每日一字》出任助理編導。2000年左右，錢國偉成為非戲劇組綜藝節目監製。他曾負責製作無綫電視很多綜藝節目，包括《獎門人系列》、《香港小姐競選》、《香港先生選舉》、《殘酷一叮》、《志雲飯局》、《美女廚房》、《味分高下》等等。錢離開無綫後與黃柏高合作，執导首部電影《戀夏戀夏戀戀下》。2011年5月回巢無綫制作新節目《變身男女Chok Chok Chok》。
2014年，錢國偉為周星馳電影《美人魚》出任執行導演。。錢國偉接受訪問時表示，有三個前輩很看得起他，包括導演王晶、著名藝人經理人黃柏高及香港資深藝人曾志偉，他們一直游說他出外拍電影。三個叫他出去拍電影的前輩，他都非常欣賞。他叫曾志偉做阿爸，欣賞他夠魄力及精神，六十幾歲人依然充滿生命力。亦非常佩服黃柏高的眼光，他看人非常準，看中的歌和人，百分之八十會成功。至於王晶，有人鍾意有人不鍾意，他也是電影圈的傳奇人物，影視作品數不勝數，是一個奇才。
2020年10月27日，錢國偉因胰臟癌於養和醫院逝世，終年58歲。 前東主無綫電視未有及時報導其死訊，後於旗下娛樂新聞台報導之。

## 個人生活
錢國偉早年與七名圈中好友結義，包括大哥湯國明、二哥潘文柏、三哥李家聲、四哥鄭伊健、五妹吳婉芳、七哥李克勤、八妹梁佩瑚，其排名第六，其中鄭伊健等4人同為1986年無綫電視13期藝員訓練班學員。
錢國偉在2015年10月8日與女友陳宛蔚結婚。2018年2月，其妻誕下女兒Abby。
2019年，有傳媒發現原本身形健碩的錢國偉因病暴瘦。為改善身體狀況，以陪伴女兒成長，錢國偉曾服用箭豬棗延長壽命。
2020年5月，有傳媒再次發現錢國偉體重急劇下降約30磅，他向傳媒承認自己割了膽，但否認患癌。
2020年10月27日，錢國偉因胰臟癌在醫院離世，終年58歲，離世時家人及朋友陪伴在側。其妻子陳宛蔚其後向媒體透露，錢國偉離世前未有使用嗎啡及任何止痛藥，離世前唯一牽掛是僅2歲女兒，好友錢嘉樂則承諾會代他照顧女兒。

## 電影作品

### 導演
- 2011年：《戀夏戀夏戀戀下》
- 2011年：《喜愛夜蒲》
- 2012年：《2012我愛HK 喜上加囍》
- 2012年：《喜愛夜蒲2》
- 2014年：《喜愛夜蒲3》
- 2014年：《黑色喜劇》
- 2015年：《台北夜蒲团团转》
- 2016年：《美人魚》（執行導演）
- 2016年：《綁架丁丁當》
- 2016年：《辣警霸王花》
- 2025年：《熱血燃燒》

## 電視作品

### 劇集
- 2003年：《當四葉草碰上劍尖時》
- 2004年：《赤沙印記@四葉草.2》
- 2008年：《盛裝舞步愛作戰》
- 2009年：《南華夢飛翔》

### 綜藝
- 1995年－2006年：《獎門人》系列
- 2005年：《殘酷一叮》
- 2006年：《美女廚房》第一季
- 2007年：《味分高下》（庾澄慶、鄧健泓主持）
- 2009年：《美女廚房》第二季
- 2009年：《耳分高下》
- 2006年－2010年：《志雲飯局》（陳志雲主持）
- 2011年：《變身男女Chok Chok Chok》（伍詠薇、阮兆祥主持）
- 2012年：《五覺大戰》（錢嘉樂、洪天明、金剛主持）
- 2015年：《離家出走自己友》（鄭伊健、林曉峰主持）

### 資訊節目
- 1983年－1987年：《每日一字》（助理編導之一）

### 清談節目
- 2016年：《晚吹》（ViuTV；火火、李健宏主持，節目第4集）

### 頒獎禮/競選
- 1991年、1995年、1998年、2004年、2007年及2008年：《香港小姐競選》
- 1992年－1994年、1996年、1997年：《國際華裔小姐競選》
- 2005年、2006年：《香港先生選舉》
- 2010年－2014年：《香港電影金像獎頒獎典禮》
- 第一及第二屆《Channel V頒獎禮》（於中國大陸舉辦）
- 《澳門小姐競選》
- 《環球小姐競選》
- 《世界小姐競選》

## 其他作品

### 演唱會
- 1998年：《22098網上行演唱會》香港體育館 共8場
- 2005年：《古巨基勁歌金曲世界巡迴演唱會》
- 2006年：《One Good Show 2006》側田個人演唱會
- 2007年：《The Magic Moments 2007 古巨基世界巡迴演唱會》
- 2008年：《G.E.M. Backstage Live》
- 2009年：《古巨基EYE FEVER紅館演唱會》
- 2009年：《Canon 呈獻：鄭伊健友情歲月演唱會》香港體育館 共2場
- 2010年：《Canon呈獻:「鄭伊健友情歲月演唱會 澳門站》金光綜藝館
- 2010年：《The Big Four世界巡迴演唱會》
- 2011年：《古巨基Amazing World世界巡迴演唱會》
- 2011年：《鄭伊健 beautiful day 2011 演唱會》
- 2012年：《Light and Shadow 鄭伊健演唱會》
- 2013年：《歲月友情演唱會》
- 2013年：《雷頌德THANK YOU演唱會》
- 2013年：《側田命硬世界巡迴演唱會》
- 2014年：《WOW Big Four 約定您》演唱會
- 2014年：《The Big Four大家利事世界巡迴演唱會》
- 2015年：《側田IMPERFECT 好人演唱會》
- 2015年：《歲月友情全國巡迴演唱會》
- 2016年：《WE 我們 古巨基世界巡迴演唱會2016》

## 節目嘉賓
- 2013年：May姐有請

## 外部連結
- 錢國偉WilsonChin的新浪微博
- 錢國偉在互联网电影资料库（IMDb）上的資料（英文）（英文）
- 在AllMovie上錢國偉的頁面（英文）
- 錢國偉在香港影庫上的簡介
- 錢國偉在豆瓣上的资料（简体中文）
- 錢國偉在时光网上的簡介（简体中文）